# Clubiona evoronensis
Clubiona evoronensis är en spindelart som beskrevs av Mikhailov 1995. Clubiona evoronensis ingår i släktet Clubiona och familjen säckspindlar. Inga underarter finns listade i Catalogue of Life.